# Liste des partis politiques en Estonie
L'Estonie n'a qu'une seule chambre au niveau national : le Riigikogu. Ainsi, la représentation des partis politiques estoniens se fait surtout à ce niveau-là. Les partis nationaux les plus importants sont donc ceux qui sont présents à l'assemblée estonienne.

## Partis représentés au Parlement
Partis politiques représentés au Riigikogu à la suite des élections législatives estoniennes de 2023 :
| Partis | Partis                                                                | Dirigeants          | Positionnements et idéologies                                         | Affiliation européenne |  |                                               |             |                        |      |
| ------ | --------------------------------------------------------------------- | ------------------- | --------------------------------------------------------------------- | ---------------------- |  | --------------------------------------------- | ----------- | ---------------------- | ---- |
| Partis | Partis                                                                | Dirigeants          | Positionnements et idéologies                                         | Affiliation européenne |  | Parti de la réforme (ER) Eesti Reformierakond | Kaja Kallas | Libéralisme Europhilie | ALDE |
|        | Parti populaire conservateur (EKRE) Eesti Konservatiivne Rahvaerakond | Martin Helme        | Nationalisme National-conservatisme Euroscepticisme Agrarianisme      | PfE                    |  |                                               |             |                        |      |
|        | Parti du centre (K) Eesti Keskerakond                                 | Jüri Ratas          | Social-libéralisme Europhilie Défense de la minorité russe            | ALDE                   |  |                                               |             |                        |      |
|        | Estonie 200 (E200) Eesti 200                                          | Lauri Hussar        | Social-libéralisme Libéralisme, Europhilie                            |                        |  |                                               |             |                        |      |
|        | Parti social-démocrate (SDE) Sotsiaaldemokraatlik Erakond             | Lauri Läänemets     | Social-démocratie Europhilie                                          | PSE                    |  |                                               |             |                        |      |
|        | Isamaa (I) Isamaa                                                     | Helir-Valdor Seeder | Démocratie chrétienne Conservatisme National-conservatisme Europhilie | PPE                    |  |                                               |             |                        |      |

## Autres partis
D'autres partis estoniens, non-présents à la seule assemblée estonienne, sont de fait minoritaires sur la vie politique nationale, mais restent cependant ancrés dans la politique locale :
| Partis | Partis                                                                                    | Dirigeants                                    | Positionnements et idéologies                          | Affiliation européenne |  |                                                                          |                |                                                                             |     |
| ------ | ----------------------------------------------------------------------------------------- | --------------------------------------------- | ------------------------------------------------------ | ---------------------- |  | ------------------------------------------------------------------------ | -------------- | --------------------------------------------------------------------------- | --- |
| Partis | Partis                                                                                    | Dirigeants                                    | Positionnements et idéologies                          | Affiliation européenne |  | Parti de la gauche unie estonienne (EÜVP) Eestimaa Ühendatud Vasakpartei | Igor Rosenfeld | Socialisme démocratique Euroscepticisme modéré Défense de la minorité russe | PGE |
|        | La Droite (parti politique estonien) (en) (P) Parempoolsed                                | Lavly Perling                                 | Conservatisme fiscal Libéralisme économique Europhilie |                        |  |                                                                          |                |                                                                             |     |
|        | Parti vert (EER) Erakond Eestimaa Rohelised                                               | Züleyxa Izmailova et Kaspar Kurve             | Écologie politique Social-libéralisme Europhilie       | PVE                    |  |                                                                          |                |                                                                             |     |
|        | Parti des démocrates-chrétiens estoniens (EEKD) Erakond Eesti Kristlikud Demokraadid      | Aldo Vinkel                                   | Démocratie chrétienne Euroscepticisme                  |                        |  |                                                                          |                |                                                                             |     |
|        | Parti libre d'Estonie (EVA) Eesti Vabaerakond                                             | Heiki Lill                                    | Écologie politique Conservatisme Populisme             |                        |  |                                                                          |                |                                                                             |     |
|        | Parti pirate estonien (EP) Eesti Piraadipartei                                            | Direction collégiale                          |                                                        | Parti pirate européen  |  |                                                                          |                |                                                                             |     |
|        | Ensemble (parti politique estonien) (en) (KOOS) KOOS organisatsioon osutab suveräänsusele | Aivo Peterson, Leila Eerits et Eduard Fedotov | Conservatisme Conservatisme social Euroscepticisme     |                        |  |                                                                          |                |                                                                             |     |
|        | Nationalistes et conservateurs estoniens (en) (ERK) Eesti Rahvuslased ja Konservatiivid   | Silver Kuusik                                 | National-conservatisme Nationalisme Euroscepticisme    |                        |  |                                                                          |                |                                                                             |     |

## Anciens partis
| Partis | Partis                                           | Partis successeurs          | Positionnements et idéologies        | Notes et informations supplémentaires |  |                                                                 |                                                |                                                                                                |                                                       |
| ------ | ------------------------------------------------ | --------------------------- | ------------------------------------ | ------------------------------------- |  | --------------------------------------------------------------- | ---------------------------------------------- | ---------------------------------------------------------------------------------------------- | ----------------------------------------------------- |
| Partis | Partis                                           | Partis successeurs          | Positionnements et idéologies        | Notes et informations supplémentaires |  | Parti de l'indépendance estonienne (EIP) Eesti Iseseisvuspartei | Parti populaire conservateur d'Estonie (EKRE), | Extrême droite, Nationalisme estonien, ultranationalisme, euroscepticisme, populisme de droite | Le parti a officiellement disparu le 30 octobre 2022. |
|        | Parti du futur (en) (TULE) Eesti Tulevikuerakond | Parti libre d'Estonie (EVA) | Décentralisation, écologie politique | Le parti a disparu le 26 mai 2024.    |  |                                                                 |                                                |                                                                                                |                                                       |